# San Alberto (kommun)
San Alberto är en kommun i Colombia.   Den ligger i departementet Cesar, i den norra delen av landet, 400 km norr om huvudstaden Bogotá. Antalet invånare är 20 018.